# Intraveneus

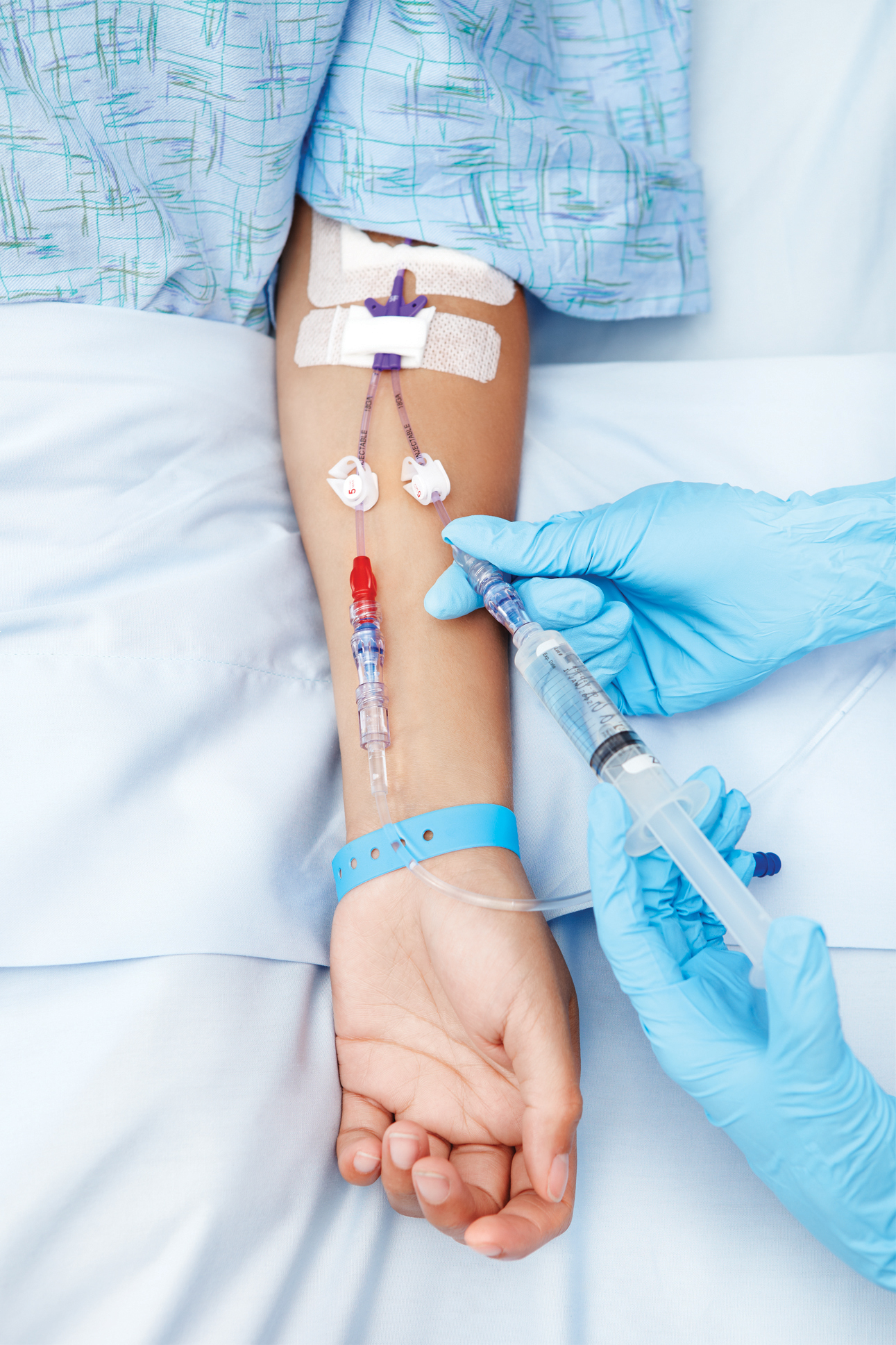
Intraveneuze injectie

Intraveneus betekent letterlijk in een ader (vene) en wordt meestal gebruikt in het kader van een toedieningsvorm van een geneesmiddel met behulp van een injectie direct in de ader: intraveneuze injectie. De biologische beschikbaarheid van de toegediende geneesmiddelen is daarmee meteen maximaal.
Ook het infuus is meestal een intraveneuze toedieningsvorm.
Omdat de effecten bij intraveneuze toediening zeer snel optreden en er bij vergissingen meestal geen weg terug is, mogen intraveneuze injecties in de regel alleen worden toegediend door een arts of verpleegkundige en in zeer dringende omstandigheden als toediening langs een andere weg te lang zou duren om verantwoord te zijn, bijvoorbeeld bij acute benauwdheid, gevaarlijke hartritmestoornissen, zeer ernstige infecties.
Risico's: ernstige, soms fataal verlopende allergische reacties, overdosering, bloeding, spuiten in een slagader (arterie) in plaats van een ader (vene) (wat tot vaatspasme en necrose kan leiden).
epiduraal ·
intra-arterieel · 
intra-articulair ·
intra-ossaal ·
intracardiaal ·
intracutaan ·
intramusculair ·
intraveneus ·
spinaal ·
subcutaan